# Mateja Kociper
Mateja Kociper, slovenski fotomodel
Leta 2015 je kot 23-letna študentka iz Odrancev osvojila naslov Miss Slovenije. Pred tem je postala miss Prekmurja na tekmovanju, katerega organizator ni plačal licence. Klub temu je lahko obdržala naslov in tekmovala naprej.
Po lastni želji je bila en dan vojakinja v murskosoboški vojašnici. Bila je gostja otvoritve Liscine trgovine na Bledu.
Kasneje se je sprla z lastnico licence, Jelko Verk, ki ji naslova miss Slovenije sicer ni odvzela, prepovedala pa ji je delovati pod tem nazivom.
Na izboru za Miss Slovenije 2016 jo je v žiriji nadomestila Nives Orešnik.

## Študij
Najprej je študirala telekomunikacije na Fakulteti za elektrotehniko, računalništvo in informatiko v Mariboru, nato je šla na študij podjetništva na Gea College v Ljubljani, ki ga je kot miss dobila za nagrado.

## Zasebno
Obiskovala je dvojezično gimnazijo v Lendavi. Njen brat dvojček je umrl zaradi nesreče. Ima še starejšega brata.
Visoka je 170 centimetrov.